# Nomination des maires sous la Troisième République française
Vous lisez un « article de qualité » labellisé en 2021.

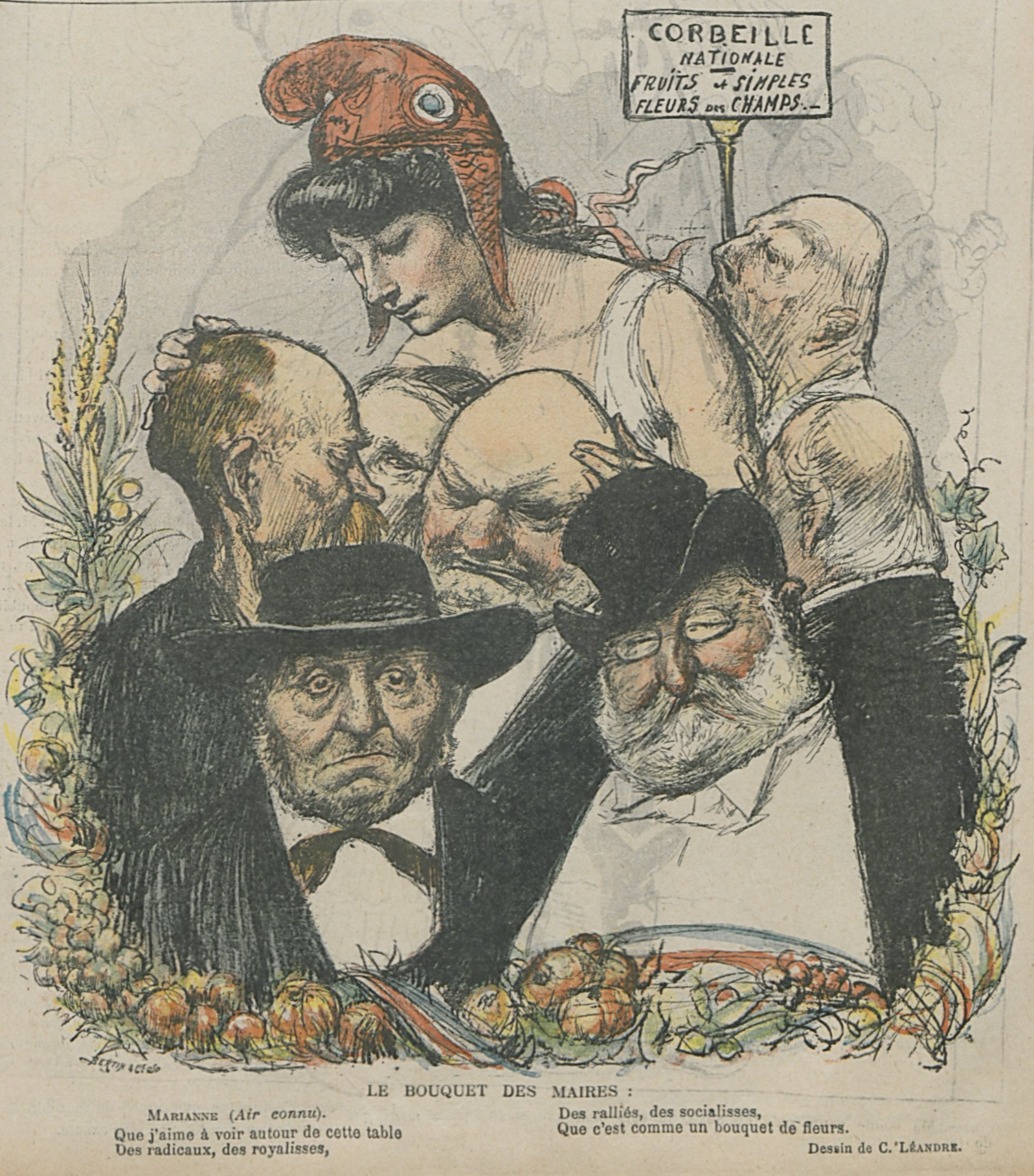
Le Bouquet des Maires, caricature de Charles Léandre montrant l'attachement de la République aux élus municipaux.

La nomination des maires sous la Troisième République française est un processus de désignation des maires par le pouvoir exécutif en France, dans les premières années de cette république. Ses modalités et son champ d'application sont régis par plusieurs lois successives : la loi Picard d'avril 1871, la loi des maires de janvier 1874 et la loi municipale du 12 août 1876.
Le choix des maires par le pouvoir central est mis en place pour la première fois sous le Premier Empire ; ses contours sont ensuite modifiés par les régimes qui lui succèdent. Sous la Troisième République, la nomination des maires est votée en 1871 par une Assemblée nationale initialement favorable aux libertés locales mais dont l'assentiment est obtenu par Adolphe Thiers dans un contexte d'insurrections communales ; la majorité conservatrice l'étend en 1874 pour juguler les foyers de résistance à la politique d'Ordre moral et enrayer la montée électorale des républicains ; en 1876 s'opère en dernier lieu un retour au consensus de 1871. Finalement, les lois du 28 mars 1882 et du 5 avril 1884 reviennent sur le principe de la nomination mayorale au profit de l'élection par le conseil municipal, mais la méfiance des républicains de gouvernement vis-à-vis d'une décentralisation qu'ils estiment excessive se traduit par un maintien du contrôle étatique sur les élus municipaux.

## De l'Empire à la Défense nationale

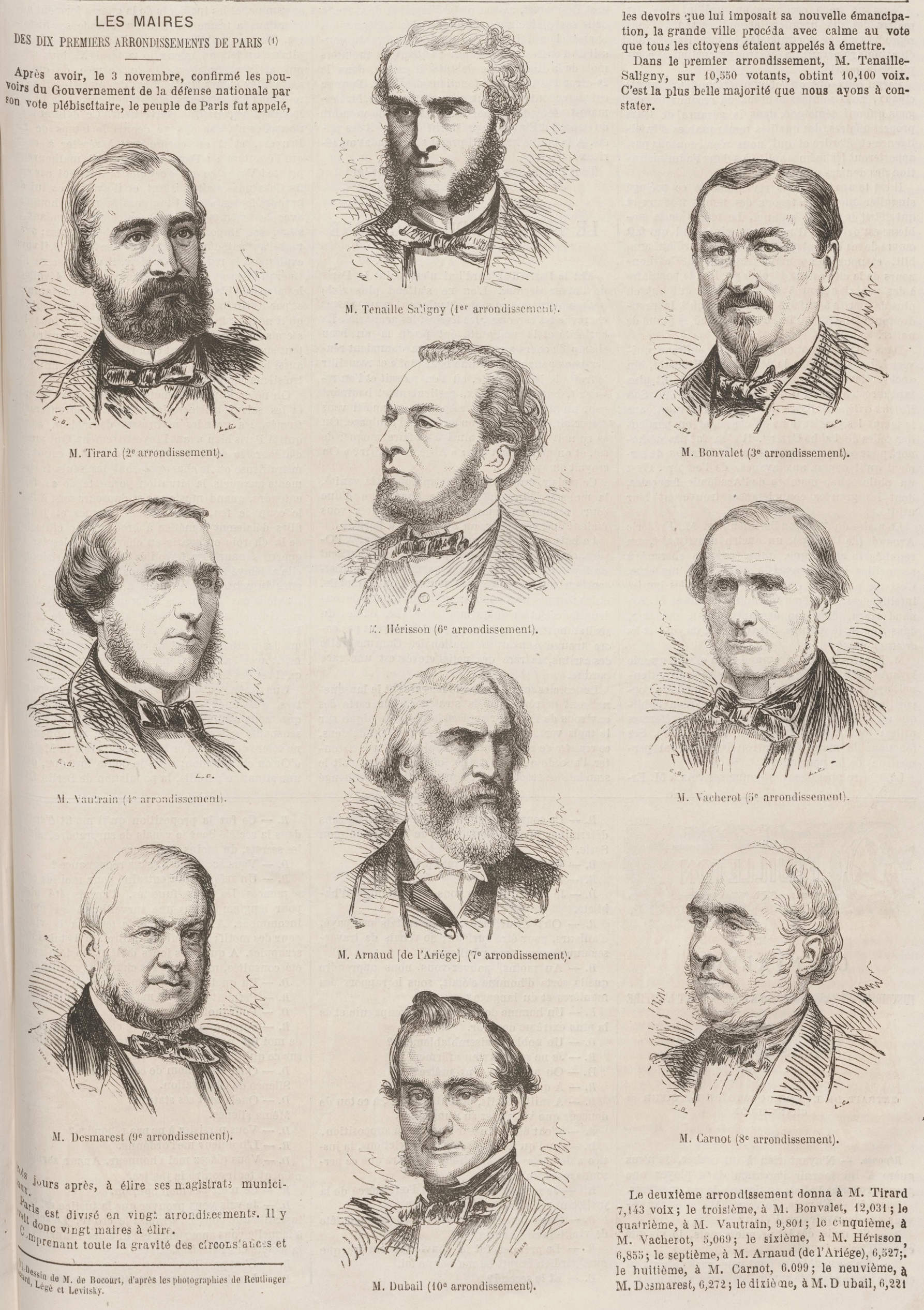
Maires des dix premiers arrondissements de Paris, élus en novembre 1870.

Le précédent de la nomination est ancien : après la création des communes et l'instauration de l'élection des officiers municipaux par les décrets de décembre 1789 pris sous la Révolution française, la nomination des maires par le pouvoir central est mise en place par la loi du 28 pluviôse an VIII, sous le Premier Empire ; ses contours varient ensuite au gré des régimes successifs de la Restauration, de la monarchie de Juillet et de la Deuxième République.
Après le coup d'État du 2 décembre 1851, la nomination de tous les maires est mise en place par décret à partir de mars 1852, dans la continuité d'un projet de loi préparé par le Conseil d'État de la Deuxième République en 1850. La loi municipale du 5 mai 1855 confirme la politique de nominations tout en reconnaissant que le maire doit gouverner en consultant le conseil municipal. Revenant timidement sur la législation de l'Empire autoritaire, la loi électorale locale de juin 1865 souligne que les maires doivent être nommés préférentiellement dans le conseil municipal élu. Finalement, la loi du 22 juillet 1870 dispose que les maires et leurs adjoints doivent être choisis au sein des conseils municipaux, disposition effective pour les élections municipales d'août 1870,.
Après le désastre de Sedan, le rétablissement de la République le 4 septembre 1870 voit l'avènement d'un gouvernement de parlementaires républicains menés par Jules Favre et ayant la « religion de 1848 pour le suffrage universel » ; aussi, dès les premiers jours du gouvernement de la Défense nationale, ils s'attellent à l'organisation d'élections, convaincus d'avoir trouvé la meilleure voie pour ramener la concorde civile à l'intérieur et la paix à l'extérieur. Le 16 septembre 1870, un décret fixe la date de l’élection des conseillers municipaux au 25 septembre ; deux jours plus tard, le gouvernement décrète qu'une élection municipale aura également lieu à Paris, et ce dans les mêmes conditions que le reste des communes françaises. Néanmoins, les responsables de la Défense nationale déchantent quand il devient clair que Bismarck n'est pas en guerre contre l'Empire mais contre la France ; les élections sont alors reportées sine die,. Les conseils municipaux, dissous par le gouvernement dès sa formation, sont remplacés par des municipalités provisoires choisies par le pouvoir exécutif ; ces maires sont nommés parmi les républicains, ce qui leur permet de gagner en influence locale. Toutefois, devant les protestations des défenseurs des libertés municipales, et particulièrement des notables parisiens, les responsables de la Défense nationale autorisent des élections municipales à Paris pour élire maires et adjoints des arrondissements,. Cependant, cette mesure d'apaisement est un prélude au déclenchement de la Commune de Paris. Finalement, après la signature de l'armistice de 1871, l'Assemblée nationale est élue le 8 février 1871.

## Pratique et législation de la nomination des maires de 1871 à 1882

### Loi Picard (1871)

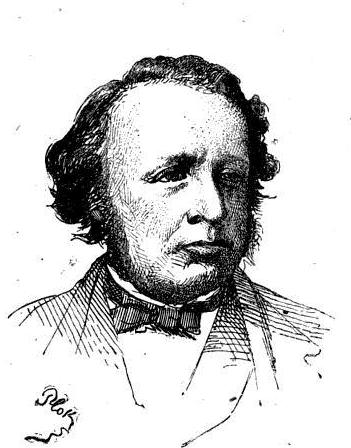
Ernest Picard en 1870.

Désireux de reprendre la préparation des élections municipales là où le gouvernement de la Défense nationale l'a laissée, le ministre de l'Intérieur Ernest Picard dépose le 23 mars 1871 un projet de loi portant sur leur organisation sur le bureau de l'Assemblée. Cependant, entre septembre 1870 et mars 1871, le rapport de forces politique a profondément changé avec l'élection d'une majorité de parlementaires monarchistes et la nomination du républicain conservateur Adolphe Thiers comme chef du pouvoir exécutif de la République. Aussi le projet de loi Picard est-il fondé en grande partie sur la loi du 3 juillet 1849 votée par le parti de l'Ordre, dont Thiers était déjà l'un des meneurs ; il prévoit que les communes de plus de 6 000 habitants verront leur maire nommé par l'exécutif, tandis que le conseil municipal des autres communes aura toute latitude pour élire le leur. En effet, Thiers, conservant la méfiance des bonapartistes à l'égard des libertés municipales, voit en elles un danger révolutionnaire ; les monarchistes sont quant à eux partagés car beaucoup de ces notables de province sont attachés à la décentralisation et aux libertés locales, se montrant en cela plus libéraux que Thiers,.
Le rapporteur de la commission parlementaire chargée d'examiner le projet, le député du Centre droit Anselme Batbie, rend le 31 mars 1871 des conclusions favorables, mais une coalition imprévue allant du centre à la gauche vote à 285 voix l'amendement d'Agénor Bardoux, Amédée Lefèvre-Pontalis et Amable Ricard ; ces centristes obtiennent le droit pour toutes les communes d'élire leur maire, ayant fait appel à la répulsion instinctive de beaucoup de leurs collègues pour l'autoritarisme du Second Empire. Toutefois, la commission parlementaire ne s'avoue pas vaincue et Auguste Paris dépose en son nom une disposition additionnelle fixant la nomination provisoire par le gouvernement des maires et des adjoints dans tous les chefs-lieux de département et d’arrondissement, et toutes les communes de plus de 20 000 habitants. Les communes concernées par ces restrictions — sans compter Paris — sont au nombre de 460.

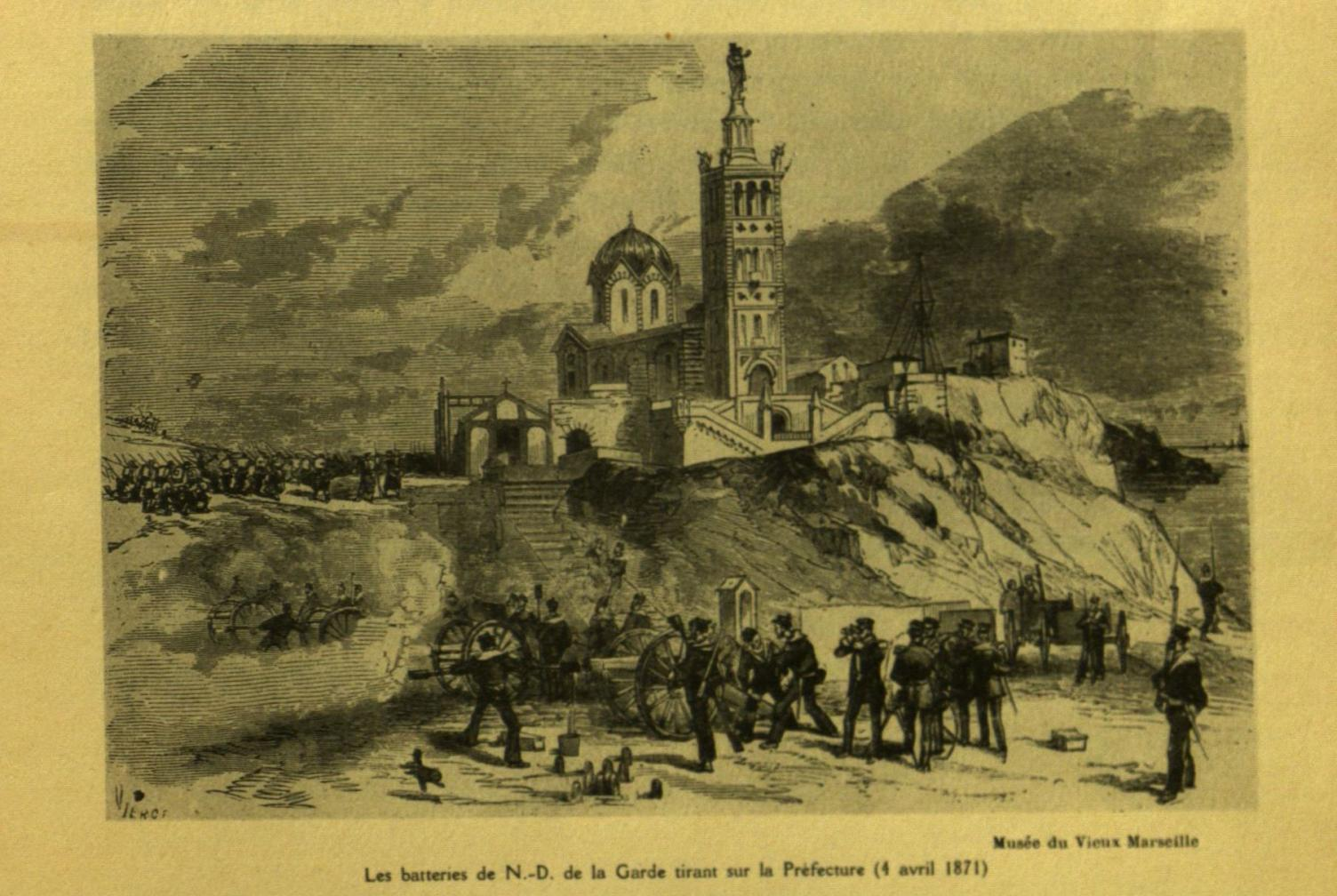
Bombardement de la préfecture depuis Notre-Dame-de-la-Garde durant la Commune de Marseille.

En parallèle des débats à l'Assemblée, des troubles agitent les grandes villes de France à la suite de la proclamation de la Commune de Paris. Aussi, quand Thiers monte à la tribune le 8 avril 1871, fait-il particulièrement référence à l'assaut mené contre les insurgés de la Commune de Marseille par le général de La Villesboisnet trois jours auparavant :

« Certes, lorsque, dans une ville comme Marseille, qui est une ville très éclairée, personne ne le conteste, qui est une ville très riche, ayant, par conséquent, un grand intérêt à la conservation de l’ordre, il faut faire descendre cinq cents marins de leurs vaisseaux pour arriver à rétablir l’ordre compromis ; lorsqu’il faut prendre d’assaut l’hôtel de la préfecture… ; et savez-vous comment ? À la hache d’abordage ! (Mouvement dans les tribunes.) C’est dans de telles circonstances que l’on vient demander de remettre au hasard de l’élection le gouvernement des grandes villes ; messieurs, je dois le dire, c’est inacceptable ! (Vives et nombreuses marques d’assentiment.) »

Dans son discours, Thiers met l'Assemblée en demeure d'approuver la disposition Paris ou il donnera sa démission ; forçant la main aux parlementaires qui le savent indispensable pour mener les négociations avec Bismarck, il reconstitue une alliance soudée par le maintien de l'ordre social et obtient gain de cause, la majorité faisant « le sacrifice de ses sympathies décentralisatrices » selon le mot de Gabriel Hanotaux,. La loi « relative aux élections municipales » est finalement votée le 14 avril 1871. Paris est doté d'un statut spécial avec un conseil municipal élu et des maires et adjoints d’arrondissements nommés. Par la suite, l'accession de l'homme politique d'extrême gauche Désiré Barodet à la tête de la mairie de Lyon entraîne le vote de la loi du 4 avril 1873, qui supprime la mairie centrale de Lyon par crainte d'agitations comparables à la Commune de Lyon.

### Loi des maires (1874)

#### Une loi de résistance
Rapidement, le penchant des notables monarchistes pour la décentralisation s'émousse, comme le souligne Anatole de Melun, le 26 mars 1873, peu avant le renversement de Thiers : « [L]e courant des opinions change vite. Nous étions frappés à cette époque [1871] des fautes qu'avait commises le passé ; aujourd'hui, nous sommes beaucoup plus préoccupés des dangers qui menacent l'avenir ; aussi notre ardeur pour les réformes et la décentralisation s'est beaucoup calmée » ; ainsi, la coalition d'Ordre moral prépare des mesures pour tempérer le suffrage universel devant les dangers républicain et bonapartiste,. La « loi des maires » cherche à entraver la conquête des municipalités par les républicains : renouant avec les pratiques de l'Empire autoritaire, elle prévoit la nomination, par le président de la République, des maires et des adjoints des communes chefs-lieux de département, d'arrondissement ou de canton ; et leur nomination, par le préfet, pour les autres communes,. De surcroît, les maires peuvent être nommés en dehors du conseil municipal. Cette loi est présentée par le gouvernement comme temporaire « jusqu'au vote de la loi organique municipale ».
Lors du débat parlementaire, c'est à Louis-Numa Baragnon, secrétaire d'État à l'Intérieur, que revient la responsabilité de défendre la loi. À la tribune, dans une intervention restée célèbre, il déclare notamment : « Il faut que la France marche ! ». Son ministre de tutelle, Albert de Broglie, s'explique : « Je suis convaincu qu'il est impossible de laisser les ministres, les préfets, les sous-préfets responsables de l'exécution des lois quand ils ne peuvent librement ni choisir ni révoquer les agents dont ils sont forcés de se servir ». Face à eux, le juriste Paul Jozon, député de la Gauche républicaine, prend la défense des libertés publiques ; dénonçant une loi qui vise à transformer les maires en « sous-sous-préfets », il enjoint aux républicains de s'opposer aux menées du gouvernement car ils ont « tout à gagner de la liberté : c’est notre meilleur auxiliaire, c’est notre meilleur guide ». Louis Blanc renchérit en s'exclamant : « ce qu'on veut, c'est 72 000 agents électoraux ceints de l'écharpe municipale ! ». Ce conflit témoigne de l'équivoque introduit dès la Révolution française en rassemblant dans les mains des maires les prérogatives municipales et les fonctions déléguées par l'administration centrale aux communes, en en faisant de fait des « agents du gouvernement ».
La « loi des maires » est votée le 24 janvier 1874 par 359 voix contre 318. Ce faible écart dénote des divisions ayant fracturé la majorité conservatrice, le maréchal de Mac Mahon ayant été élu avec 390 votes ; parmi les dissidents figure le marquis de Franclieu, qui avait déposé le 8 janvier 1874 une question préjudicielle réclamant le renvoi du débat lorsque le projet de loi organique municipale serait discuté : ce représentant légitimiste s'inquiétait des dégâts potentiels de l'arbitraire gouvernemental et proposait de garantir l'ordre social par l'instauration d'un scrutin municipal avec élection des conseils municipaux au vote corporatiste et libre élection du maire par le conseil,.

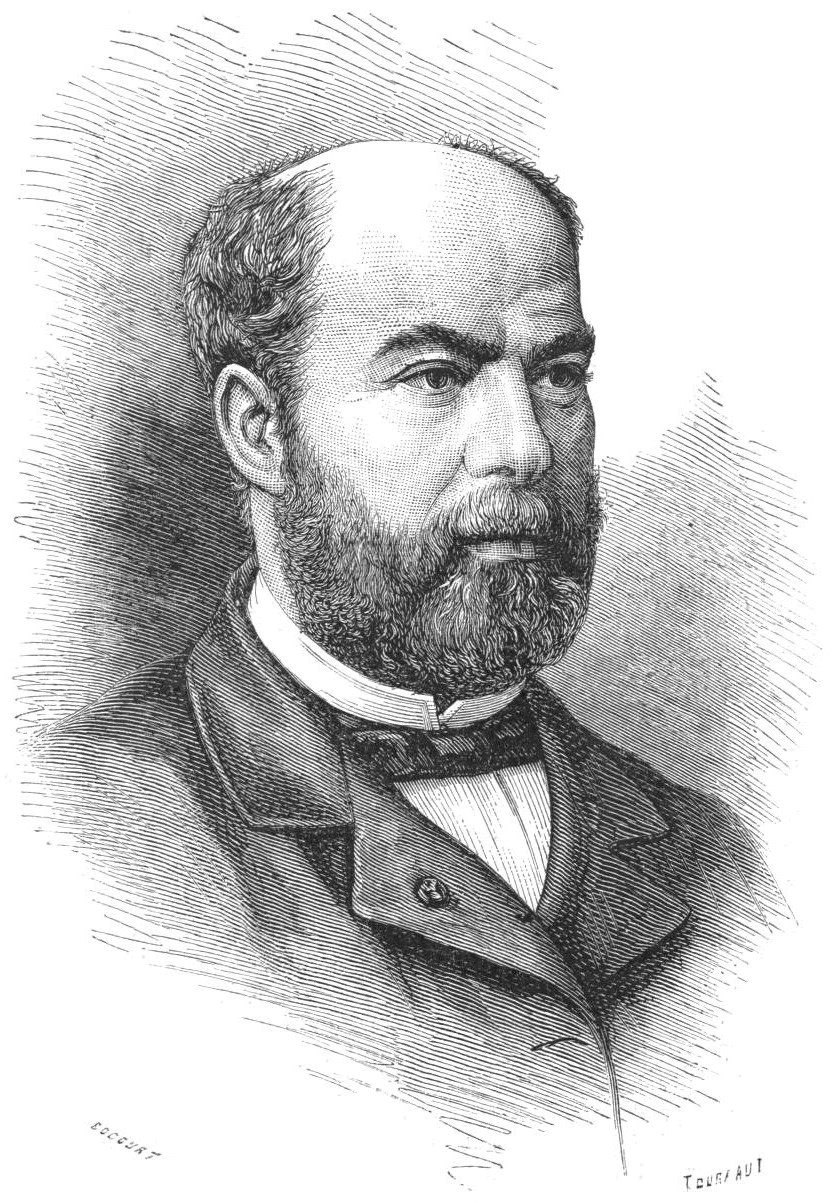
Louis-Numa Baragnon, orateur de la majorité conservatrice.
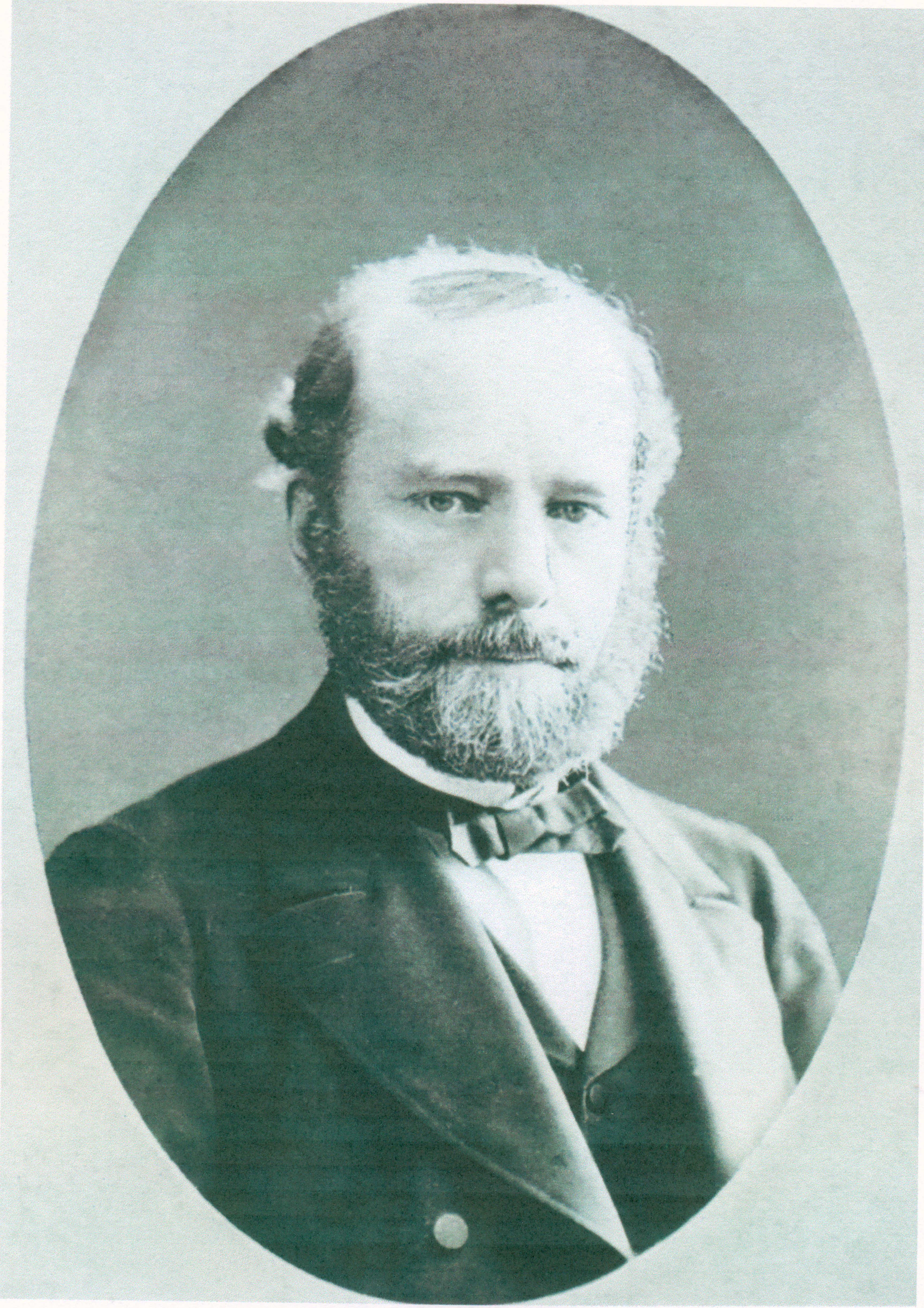
Paul Jozon, orateur de l'opposition républicaine.
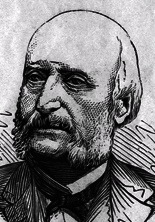
Paul de Pasquier de Franclieu.

#### Le«gouvernement de combat»et les maires

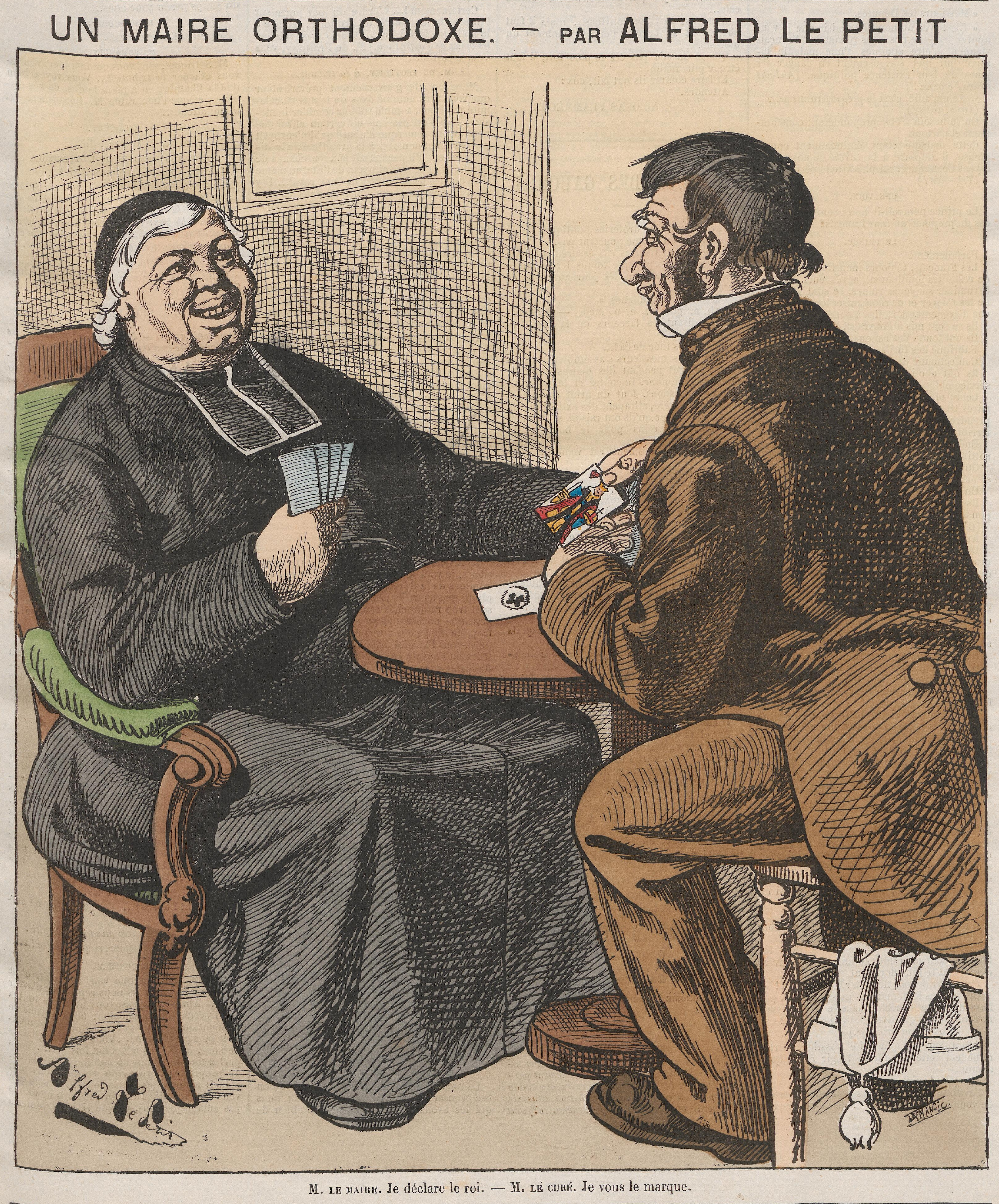
Un maire orthodoxe, caricature d'Alfred Le Petit parue le 25 janvier 1874. L'auteur y brocarde la volonté des monarchistes d'avoir des maires acquis à leur cause.

Le 22 janvier 1874, Baragnon diffuse la circulaire du cabinet de Broglie demandant aux préfets de faire usage de la révocation envers les maires qui s'opposent à la politique d'Ordre moral. Dans cette dernière, le duc de Broglie réaffirme sa volonté de lutter contre la démagogie dont ferait preuve le parti républicain : « Une triste expérience a condamné sans retour le système de l'élection des maires par les conseils municipaux. Il est triste d'ajouter que les choix des conseils municipaux, dictés par l'esprit de parti, se sont souvent portés sur des sujets qui, par leur incapacité, leurs antécédents ou leurs vices, compromettaient le caractère dont ils étaient revêtus, et c'est ainsi que nous avons pu voir les municipalités de certaines grandes villes se transformer en véritables foyers démagogiques ». Cette fermeté provoque le remplacement de nombreux édiles ; plusieurs centaines de révocations sont prononcées, parfois contre des modérés de Centre gauche comme Hippolyte de Tocqueville (maire de Nacqueville), Charles-Victor Rameau (maire de Versailles) ou encore Jules Siegfried (adjoint au maire du Havre). Dans le département du Nord, les villes de Roubaix, Cambrai et Dunkerque sont touchées par ces mesures administratives. Pour remplacer les maires révoqués, le duc de Broglie porte notamment son choix sur d'anciens maires sous le Second Empire, et ce afin d'étendre la majorité conservatrice aux bonapartistes.
Les maires révoqués cumulent souvent opposition politique et rejet des valeurs morales promues par le gouvernement : ainsi, à Selles-Saint-Denis, le maire républicain est démis pour avoir favorisé des « scènes d’immoralité publique » au débit de boisson tenu par son adjoint. Dans d'autres cas, de Broglie fait preuve de modération en n'accédant pas à certaines demandes de révocation formulées par ses préfets : la municipalité de Liniez ayant refusé en février 1874 de voter le budget nécessaire pour réparer le presbytère et l’église, pourtant dans ses attributions, le ministre de l'Intérieur procède à l'inscription d'office de la dépense plutôt que d'ordonner une dissolution immédiate du conseil comme l'avait réclamé le sous-préfet d'Issoudun. À l'Assemblée, le député-maire Jean-Baptiste Godin, révoqué en tant que promoteur du système du phalanstère socialiste dans sa commune de Guise, s'oppose frontalement aux conservateurs en refusant de renoncer à ses fonctions tant qu'un remplaçant ne lui est pas trouvé, amenant la coalition d'Ordre moral à confirmer sa révocation en séance parlementaire. La nomination des maires se double d'une lutte symbolique : dans les communes qui disposent de locaux municipaux — l'obligation pour les communes d'avoir un « bâtiment-mairie » date de la loi de 1884 —, le remplacement d'un républicain par un conservateur va de pair avec le remisage du buste de Marianne au profit du portait du maréchal de Mac Mahon, voire du crucifix.
Favorable à l'usage de la « loi des maires » contre les menées anticléricales de certaines municipalités — laïcisation des écoles communales, des hôpitaux, etc. —, Mgr Dupanloup recommande aux évêques français de conseiller le gouvernement dans la révocation des maires ; si le cardinal Mathieu s'y refuse, Mgr Bourret et Mgr Paulinier répondent positivement à sa démarche.
Dans l'ensemble, les maires de l'Ordre moral réussissent rarement leur implantation locale, mais fournissent en revanche un prétexte aux républicains pour la « politisation à outrance » des scrutins municipaux de 1874, politisation accrue ensuite par l'incorporation des maires dans les collèges de grands électeurs destinés à élire les sénateurs, de sorte que Gambetta pouvait se féliciter dans ces termes : « Voilà des communes qui, aujourd'hui, ne vont pas faire une seule élection de conseiller municipal sans s'enquérir auparavant des opinions politiques de chaque candidat »,.
Au cours de la campagne électorale des élections législatives de 1876, le quotidien républicain modéré Le Temps manifeste une inquiétude à voir les maires de droite profiter de leur ancrage local pour le scrutin d'arrondissement ; aussi réclame-t-il la destitution en vertu de la « loi des maires » des édiles de Montauban Isidore Delbreil et d'Avignon Jean du Demaine. Le gouvernement Louis Buffet, « tiraillé entre Centre gauche et Centre droit », refuse de céder aux pressions des uns et des autres et ne fait pas un usage notable de la loi pour influencer les législatives. Ainsi, Demaine bat Léon Gambetta dans l'arrondissement d'Avignon, mais Delbreil échoue à entrer à la Chambre des députés. Le Centre gauche, vainqueur des élections de 1876, applique alors la loi des maires pour épurer les maires et adjoints conservateurs ayant été nommés en dehors des conseils municipaux par le cabinet de Broglie, le ministre de l'Intérieur Amable Ricard soulignant qu'il s'agit de « rétablir entre les conseillers élus et les représentants du pouvoir municipal une harmonie indispensable ».

### Loi municipale du12 août 1876

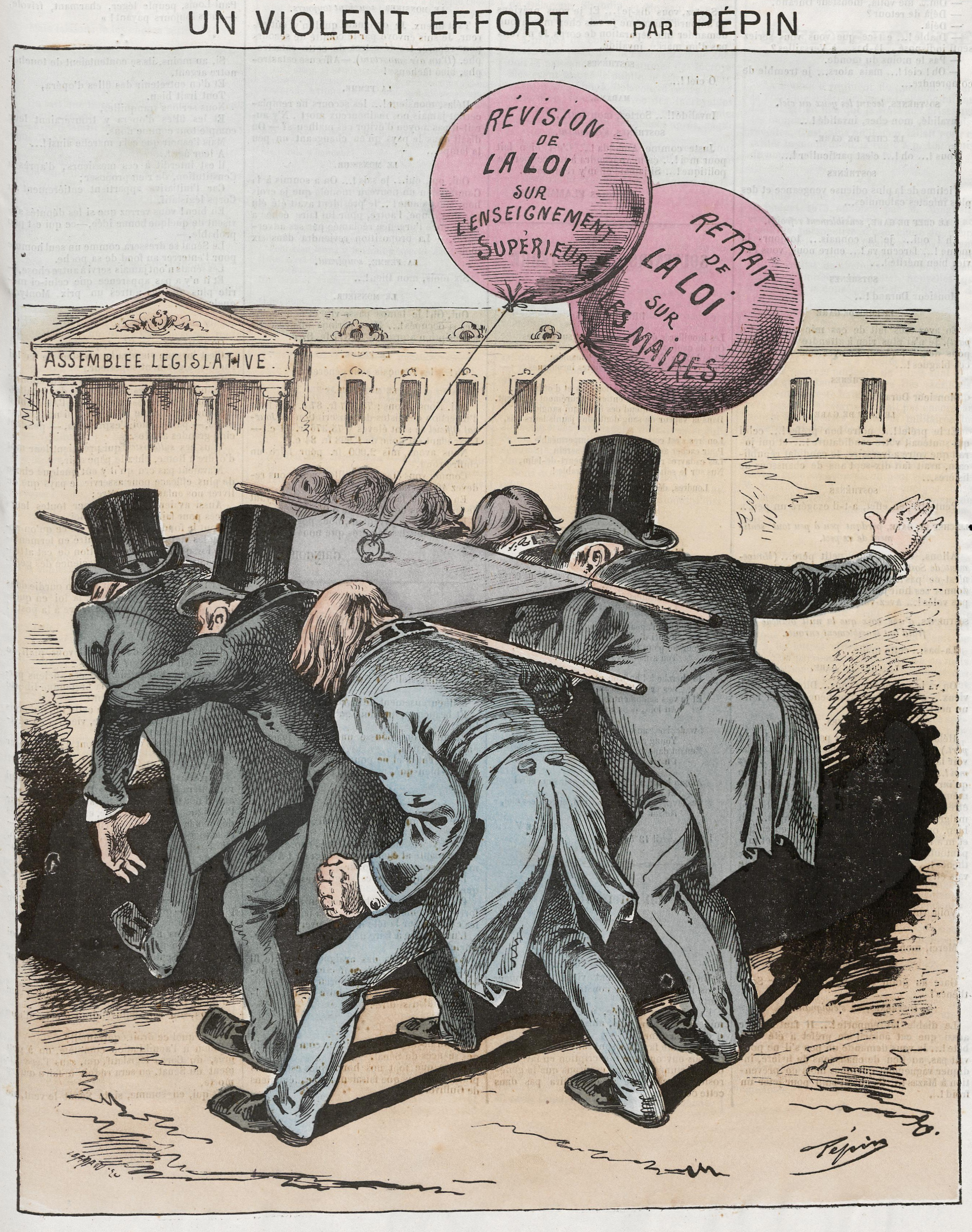
Caricature du Grelot critiquant le peu d'entrain de la nouvelle majorité républicaine à la Chambre à s'attaquer à la législation de l'Ordre moral.

#### Retour au compromis de 1871
La victoire républicaine aux élections de 1876 porte les républicains conservateurs au pouvoir. Immédiatement, les radicaux — dont Clemenceau, Pelletan et Naquet — réclament l'abrogation de la « loi des maires » et l'élection intégrale pour pouvoir relancer leur conquête des mairies,. La gauche est également préoccupée par les élections du Sénat nouvellement institué par la loi du 24 février 1875. Le second ministre de l'Intérieur du cabinet Dufaure, Émile de Marcère — une figure du Centre gauche —, considérant que le principal était d'écarter les maires de de Broglie, se déclare attaché au principe de nomination intégrale et s'oppose à Léon Gambetta et Jules Ferry. Les opportunistes, après avoir fait campagne pour la décentralisation, se montrent eux-mêmes peu empressés à amputer les attributions du pouvoir central pour mettre en actes leur programme ; Gambetta déclare ainsi à la tribune : « Je ne suis pas décentralisateur ! »,. Après beaucoup d'atermoiements et un vote difficile, la loi du 12 août 1876, appuyée par le cabinet et Jules Ferry, revient au régime institué par la loi Picard tout en maintenant prudemment la nomination des maires et des adjoints des chefs-lieux de canton,. Le caractère provisoire de cette organisation est à nouveau mis en exergue, bien que Gambetta s'y soit opposé,.

#### Seize Mai et reconquête républicaine
Lors de la crise du 16 mai 1877, le maréchal de Mac Mahon appelle aux affaires le duc de Broglie qui reçoit la présidence du Conseil et Oscar Bardi de Fourtou qui s'installe à l'Intérieur. Bardi de Fourtou entend se servir des possibilités que lui offre la loi de 1876 pour réduire l'influence locale des républicains et faciliter les menées électorales des conservateurs : il révoque 1 743 maires, soit 4 % des édiles, 1 344 adjoints, et dissout 613 conseils municipaux,.
Parmi les maires démis de leurs fonctions figurent 48 députés-maires signataires du manifeste des 363. Trente-cinq d'entre eux sont renvoyés à la Chambre par les électeurs, où ils reprennent place pour la plupart sur les bancs de la Gauche républicaine et de l'Union républicaine. Pour Le Temps, les destitués ont reçu une nouvelle onction du suffrage universel. Ainsi, le journal salue le cumul des mandats de député et de maire comme souhaitable quand il s'agit de « bons républicains » ; de fait, à la suite de la prise du contrôle de l'exécutif par la gauche, les préfets, utilisant la loi de 1876, procèdent à la distribution des postes de maires concernés par la loi aux figures républicaines dominantes des départements, favorisant souvent un cumul avec des fonctions parlementaires. Par ce jeu de « monopolisation territoriale des postes de pouvoir à laquelle s’adonnent opportunistes et radicaux dans leur lutte contre les conservateurs pour le contrôle des marchés électoraux », la République s'enracine dans les communes, qui deviennent ensuite un de ses plus sûrs appuis,.

## Fin de la nomination des maires

### Loi de 1884
La fin de la nomination des maires tarde à se concrétiser avec l'avènement de la « République des opportunistes ». Entre mars et mai 1877 est discuté un texte de loi sur l'organisation municipale rapporté par Jules Ferry, mais la crise du 16 mai empêche le projet d'aboutir,. La loi du 21 avril 1881 rétablit ensuite à Lyon le « même régime municipal que les autres communes de France » (à quelques exceptions près) en reconstituant la mairie centrale. Léon Gambetta exclut la réforme de la nomination mayorale du programme de son « grand ministère », déclarant être attaché à la « centralisation française, qui correspond à l'histoire et à l'esprit d'unité de la France » et craindre « le péril de ces théories [libérales] dans un pays dont la Révolution a cimenté toutes les parties pour le faire plus fort ». Après la chute de Gambetta, la loi du 28 mars 1882, qui assure l'élection de tous les maires et adjoints par les conseils municipaux, est votée par le cabinet Freycinet, les opportunistes s'y étant ralliés,. Ils renvoient les autres dispositions de l'organisation municipale à une loi ultérieure, ces dernières étant à leurs yeux moins urgentes et le consensus difficile à faire émerger. En effet, le projet de loi « sur l'organisation municipale » est débattue pendant deux années supplémentaires ; elle est finalement adoptée sous le deuxième cabinet Ferry, et devient la loi municipale du 5 avril 1884.
Elle confirme l'élection de conseils municipaux — comprenant 10 à 36 membres et institué pour quatre ans — et des maires et adjoints en leur sein. Cependant, le contrôle des municipalités par le pouvoir central n'est pas abandonné : Émile de Marcère, rapporteur de la loi, insiste sur le fait que la commune est « soumis[e] aux lois générales de l’État, et elle ne pourra les enfreindre sans exposer la France à retomber dans un véritable état d’anarchie » et qu'elle « ne doi[t] pas s'occuper de politique »,. Les lois de 1876, 1882 et 1884 maintiennent également le régime d'exception de Paris,. De plus, la loi de 1884 autorise le préfet à décider de la suspension des conseils municipaux (article 43), et le Conseil des ministres se voit octroyer la capacité de les dissoudre et de nommer à leur place une délégation spéciale pour pourvoir aux affaires courantes avant que de nouvelles élections — prévues dans un délai de deux mois — se tiennent (article 44),. Quant au maire et aux adjoints, ils « peuvent être suspendus par arrêté du préfet pour un temps qui n’excèdera pas un mois et qui peut être porté à trois mois par le ministre de l'Intérieur. Ils ne peuvent être révoqués que par décret du Président de la République. La révocation emporte de plein droit l’inéligibilité aux fonctions de maire et à celles d’adjoint pendant une année à dater du décret de révocation » (article 86). Par exemple, en mai 1886, le maire monarchiste de Barbentane, Pierre Terray, est révoqué par décret présidentiel en raison d'une rixe ayant opposé républicains et royalistes lors d'une fête de la commune. La procédure des suspensions et révocations est réformée par la loi du 8 juillet 1908, sans changement profond.

### Seconde Guerre mondiale
Toutefois, dans le contexte du déclenchement de la Seconde Guerre mondiale et en conséquence de la signature du Pacte germano-soviétique, le cabinet Daladier adopte le décret du 26 septembre 1939 destituant les 27 conseils municipaux communistes de la région de Paris, suivis en octobre 1939 par les 37 communes communistes du Nord et les 11 du Pas-de-Calais,,. Dans ces deux départements, les déchéances de 576 élus — conseillers municipaux, d'arrondissement et généraux confondus — et 358 élus sont prononcées respectivement. La purge est complétée par la loi du 20 janvier 1940 qui dispose la révocation « de tout membre d’une assemblée élective qui faisait partie de la Section française de l’Internationale communiste » après le 26 octobre 1940, ce qui conduit à la déchéance de 2 500 conseillers municipaux. Aux municipalités communistes sont substituées des délégations spéciales nommées par le ministre de l'Intérieur,,.
Sous le régime de Vichy, puis à la Libération s'opère un bref retour en grâce de la nomination mayorale : l'acte dit loi du 16 novembre 1940 « portant réorganisation des corps municipaux » dispose la nomination par le pouvoir exécutif des maires, des adjoints et des conseils municipaux des communes de plus de 2 000 habitants, permettant, par exemple, par des arrêtés du ministre de l'Intérieur Darlan du 9 mai 1941, de nommer les maires de nombreuses communes du département de la Seine,,,. Dans le cadre de la Libération, sous couvert de l'ordonnance du 21 avril 1944 qui prévoit le retour en fonction des maires en poste en septembre 1939, les préfets de la Libération procèdent à de nombreux remaniements municipaux,. Cette ordonnance avait été précédée d'une ordonnance du Comité français de libération nationale à Londres du 15 décembre 1943, prise après la libération de la Corse et y déclarant la nullité des lois pétainistes en la matière, annulant les désignations faites en conséquence en Corse et y instituant des délégations spéciales nommées par le Gouvernement de Londres jusqu'à ce qu'il soit possible d'organiser des élections.

### Débuts de la Troisième République
- Pierre Guillaume et Sylvie Guillaume, « Élans et pesanteurs, le réformisme républicain au XIXe siècle », dans Réformes et réformisme dans la France contemporaine, Armand Colin, 2012, 240 p. (ISBN 9782200249465, lire en ligne), p. 7-48.
- Daniel Halévy, La Fin des notables : La République des ducs, Paris, Hachette, 1937, 384 p.
- Odile Rudelle, La République absolue (1870-1889), Éditions de la Sorbonne, coll. « Histoire de la France aux XIXe et XXe siècles », 1982 (ISBN 979-10-351-0509-9, lire en ligne).

### Pouvoir municipal
- Léon Morgand, La Loi municipale : commentaire de la loi du 5 avril 1884 sur l'organisation et les attributions des conseils municipaux, t. II : Attributions, Paris, Berger-Levrault, 1885, 646 p. (lire en ligne), lire en ligne sur Gallica.
- André Chandernagor, Les maires en France (XIXe-XXe siècle) : Histoire et sociologie d'une fonction, Fayard, 1993, 274 p.
- Jean Garrigues, « Quand Ferry et Thiers s'intéressaient aux libertés locales », Parlement(s) : revue d'histoire politique, no 20,‎ 2013, p. 109-121 (lire en ligne).
- Jean-Pierre Machelon, « Les Communes dans les débuts de la Troisième République : administration et politique », La Revue administrative, vol. 42, no 249,‎ 1989, p. 201–208 (ISSN 0035-0672, lire en ligne).
- Jean-Pierre Machelon, « Pouvoir municipal et pouvoir central sous la Troisième République : regard sur la loi du 5 avril 1884 », La Revue administrative, vol. 49, no 290,‎ 1996, p. 150–156 (ISSN 0035-0672, lire en ligne).
- Guillaume Marrel, L’Élu et son double : Cumul des mandats et construction de l’État républicain en France du milieu du XIXe au milieu du XXe siècle, Institut d'études politiques de l'Université Grenoble II, 2003, 776 p. (lire en ligne).